# Днепровский драматический театр имени Т. Шевченко
Днепровский национальный украинский музыкально-драматический театр имени Т. Г. Шевченко (укр. Дніпровський академічний український музично-драматичний театр імені Т. Г. Шевченка) — украинский драматический театр.
Основан в 1918 году в Киеве под названием Первый государственный украинский драматический театр им. Т. Шевченко. Памятник архитектуры национального значения.

## История театра

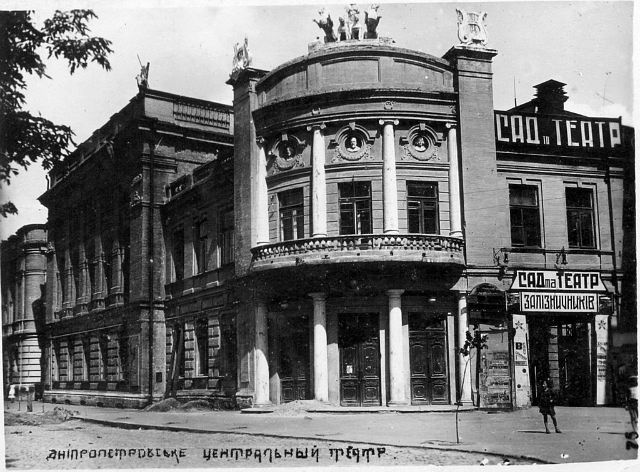
Здание театра в начале XX ст.

Театр был основан в Киеве в 1918 году отделом искусств Народного комиссариата просвещения. До 1922 года он оставался в Киеве, а затем работал по городам Украины: в 1922 году — в Екатеринославе, 1923 году — в Харькове, в 1924 году — снова в Екатеринославе, в 1925 году — Полтаве. В 1926 году театр получил назначение обслуживать Донбасс. В начале предполагалось, что театр разместится в Луганске, но в испытывающем острый жилищный кризис городе для театра не нашлось помещения. Поэтому местом постоянного пребывания театра стал город Артёмовск. В Луганске выступления театра проходили в период с 1 октября по 28 ноября 1926 года включительно.
В этот период времени труппа театра состояла из сорока шести актёров. Из драматических актёров известными были: Сидоренко, Мещерская, Левицкий, Александров, из артистов-вокалистов: Семенюта, Полевой, Дмитревская, Петраковская.
В 1927 году местом постоянного пребывания театра стал город Днепропетровск.
В 1941—1943 годах театр находился в эвакуации в Актюбинске (Казахская ССР), в 1943—1944 годах — в Намангане (Узбекская ССР). Весной 1944 года театр вернулся в Днепропетровск.
17 декабря 2018 года указом президента Украины театру предоставлен статус национального.

### Труппа театра

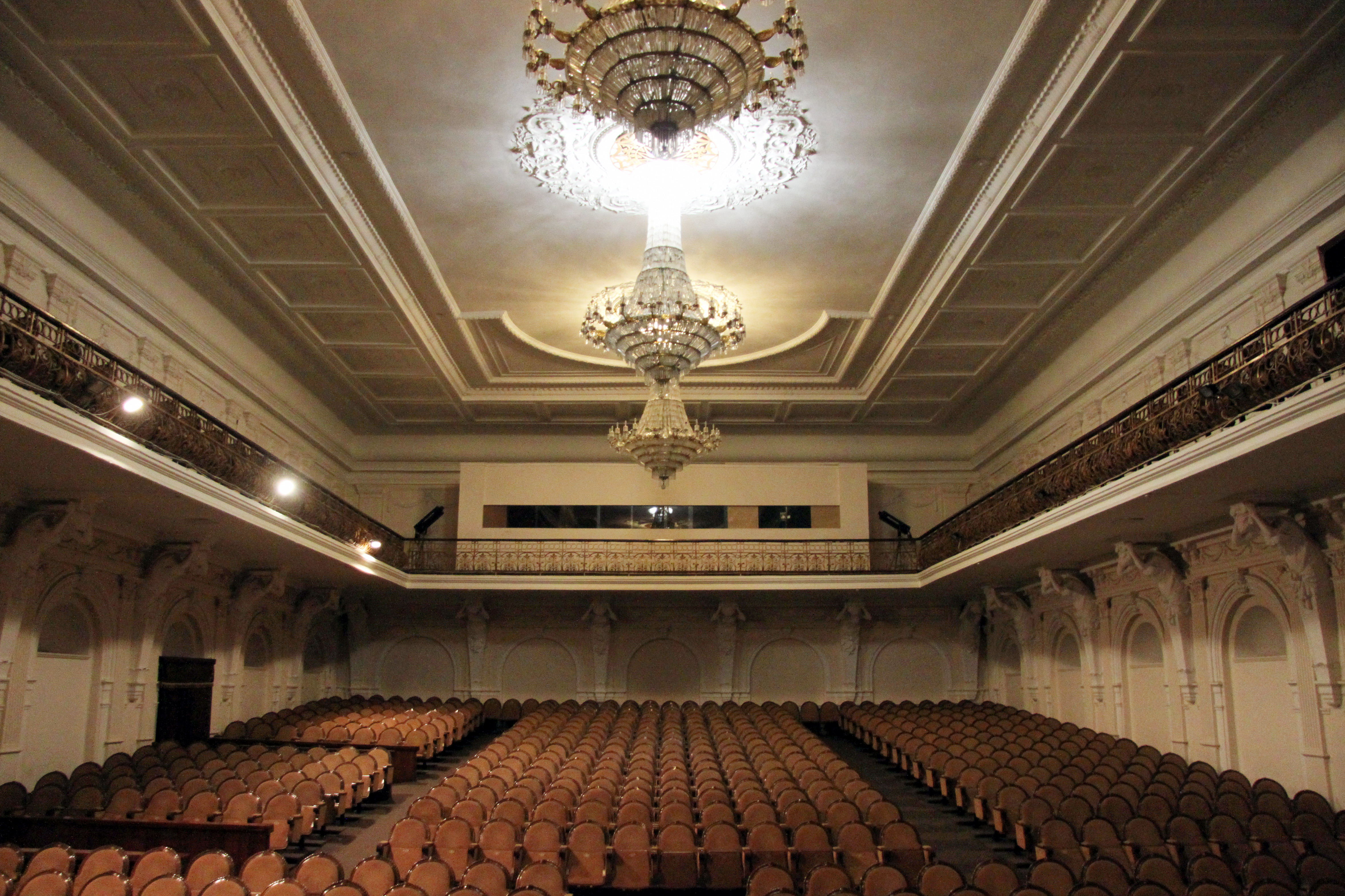
Зрительный зал

В театре работали мастера украинской сцены Ф. В. Левицкий, А. Хорошун, М. Тинский, И. А. Марьяненко, А. И. Борисоглебская, И. Э. Замычковский, Н. М. Ужвий, С. Г. Карпенко, А. А. Верменич, Д. М. Голубинский, А. Е. Мещерская, Азовская Вера Яковлевна, Зинаида Хрукалова, Троянец Анфим Антонович.
Балетмейстер театра (с августа 1941 по 1948 год) — Павла Фёдоровна Мцевич, в 1926-1927 г. г. балерина театра имени Т. Г. Шевченко, а в 1932—1941 годах солистка Днепропетровского театра оперы и балета.

### Художественные руководители
- 1994—2016 — В.И. Ковтуненко — народный артист Украины, кандидат искусствоведения, член Национального союза писателей Украины.[4][5]
- С 2016 года — О.И. Петровская — заслуженная артистка Украины.[6][7]

### Награды
- Орден Трудового Красного Знамени (30 июля 1979 года) — за заслуги в развитии советского театрального искусства[8].
- Сталинская премия третьей степени (1951); за спектакль «Навеки вместе» Л. Д. Дмитерко